# Litauische Eishockeyliga 2000/01
Die Saison 2000/01 war die zehnte Spielzeit der litauischen Eishockeyliga, der höchsten litauischen Eishockeyspielklasse. Meister wurde zum insgesamt neunten Mal in der Vereinsgeschichte der SC Energija.

## Modus
In der Hauptrunde absolvierte jede der vier Mannschaften insgesamt sechs Spiele. Der Erstplatzierte der Hauptrunde traf im Meisterschaftsfinale auf den für dieses direkt qualifizierte SC Energija. Für einen Sieg erhielt jede Mannschaft drei Punkte, bei einem Unentschieden gab es ein Punkt und bei einer Niederlage null Punkte.

## Hauptrunde
|    | Klub                  | Sp | S | U | N | Tore  | Punkte |
| -- | --------------------- | -- | - | - | - | ----- | ------ |
| 1. | Vyltis Elektrenai     | 6  | 6 | 0 | 0 | 70:11 | 18     |
| 2. | Jauniai Elektrenai    | 6  | 4 | 0 | 2 | 34:43 | 12     |
| 3. | Poseidonas Elektrenai | 6  | 2 | 0 | 4 | 35:52 | 6      |
| 4. | Galve Trakai          | 6  | 0 | 0 | 6 | 22:50 | 0      |

Sp = Spiele, S = Siege, U = unentschieden, N = Niederlagen, OTS = Overtime-Siege, OTN = Overtime-Niederlage, SOS = Penalty-Siege, SON = Penalty-Niederlage

### Finale
- SC Energija – Vyltis Elektrenai 5:0